# Pandivirilia isolata
Pandivirilia isolata är en tvåvingeart som beskrevs av Lyneborg 1986. Pandivirilia isolata ingår i släktet Pandivirilia och familjen stilettflugor. Inga underarter finns listade i Catalogue of Life.